# Listă de filme sovietice din 1965
- Filme sovietice din: 1964 — 1965 — 1966

Aceasta este o listă de filme produse în Uniunea Sovietică în 1965.
| Titlu                                             | Titlu original                           | Regizor             | Distribuție | Gen             | Note |
| ------------------------------------------------- | ---------------------------------------- | ------------------- | ----------- | --------------- | --- |
| 1965                                              |                                          |                     |             |                 | |
| Adventures of a Dentist                           | Пoхoждения зубногo врача                 | Elem Klimov         |             | Comedie         | |
| A Mother's Heart                                  | Сердце матери                            | Mark Donskoy        |             | Biopic          | Premiul de Stat al URSS, 1968                                                                                           |
| Luna                                              | Луна́                                     | Pavel Klushantsev   |             | Science, Sci-fi | A câștigat „Sigiliul de aur de la Triesta” la al IV-lea Festival internațional de film științifico-fantastic din Italia |
| Operațiunea Î și celelalte aventuri ale lui Șurik | Операция «Ы» и другие приключения Шурика | Leonid Gaidai       |             | Comedie         | |
| Umbrele strămoșilor uitați                        | Тени забытых предков                     | Sergei Parajanov    |             | Drama           | |
| Urme în ocean                                     | След в океане                            | Oleg Nikolaevski    |             | spionaj         | [ 1 ] |
| A fost odată un moș și o babă                     | Жили-были старик со старухой             | Grigori Chukhrai    |             | Drama           | A fost proiectat la Festivalul de Film de la Cannes din 1965                                                            |
| 33                                                | Тридцать три                             | Georgi Danelia      |             | Comedie         | [ 2 ] |
| Hiperboloidul inginerului Garin                   | Гиперболоид инженера Гарина              | Aleksandr Gintsburg |             | Sci-fi          | [ 3 ] |
| Război și pace                                    | Война и мир                              | Sergei Bondarchuk   |             | Drama           | A câștigat Marele Premiu la al 4-lea Festival Internațional de Film de la Moscova                                       |